# ストレプトコッカス・ミュータンス
ストレプトコッカス・ミュータンス（Streptococcus mutans）は、グラム陽性で通性嫌気性のレンサ球菌の一種である。ヒトの口腔内にも存在し、う蝕（虫歯）の原因菌のひとつである。1924年にJ Kilian Clarkeによって発見された。

## 概要
ストレプトコッカス・ミュータンスは最初からヒトの口腔内に存在しているのではなく、口移しや食器の共有などによって、感染者の唾液が口に入ることによって感染する。なお、同属にストレプトコッカス・ソブリヌス（Streptococcus sobrinus）などがあるが、それら全てがストレプトコッカス・ミュータンスと考えられていた。しかし、DNAによる同定法などが確立してきたために、それらが別の菌であることが分かった。

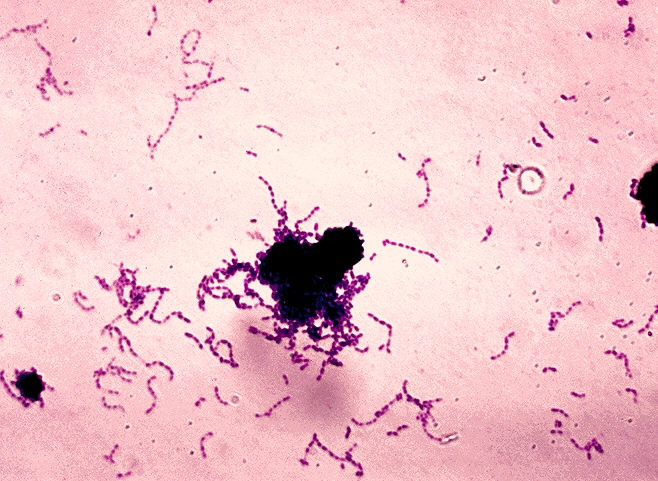
ストレプトコッカス・ミュータンス

### 高病原性株
標準菌と異なる糖鎖を持つグルコースの側鎖を持たない菌株は高病原性株と呼ばれ、白血球に貪食されにくく、血液中に菌が存在する菌血症状態となり、全身に病原性をもたらす。現在では、脳出血や潰瘍性大腸炎への関与が疑われている。
高病原性株TW295 への感染は、潰瘍性大腸炎の発症リスクを高めていると日経メディカルは報じている。

## う蝕における役割
ミュータンス群は7菌種に分類されているが、ヒトの口腔内に存在するのはストレプトコッカス・ミュータンスとストレプトコッカス・ソブリヌスで、ともにう蝕に関与している。ストレプトコッカス・ミュータンスは、菌体内に保持する酵素群により以下に示すようなう蝕過程の反応を活性化させる。
1. スクロース（ショ糖（砂糖の主成分）。グルコース（ブドウ糖）とフルクトース（果糖）がα-1,2-グリコシド結合した二糖類。）を基質として、グルコシルトランスフェラーゼ（英語版）によりグルカンを産生する。このグルカンにより、菌は歯の平滑面に対しても強い付着能を有し、プラークを形成させる[要出典]。
2. スクロースやマルトース（麦芽糖）などの糖類を代謝することにより乳酸を産生する。この結果、口腔内環境は酸性（最高でpH4近く）になり、エナメル質の脱灰が起こる。特に、プラーク内は唾液による水素イオン指数（pH）の緩衝作用が弱いためう蝕になりやすい[要出典]。